# Jan Sas-Zubrzycki
Jan Karol Sas-Zubrzycki, Jan Zubrzycki h. Sas (ur. 25 czerwca 1860 w Tłustem, zm. 4 sierpnia 1935 we Lwowie) – polski architekt, teoretyk architektury, konserwator sztuki.

## Życiorys

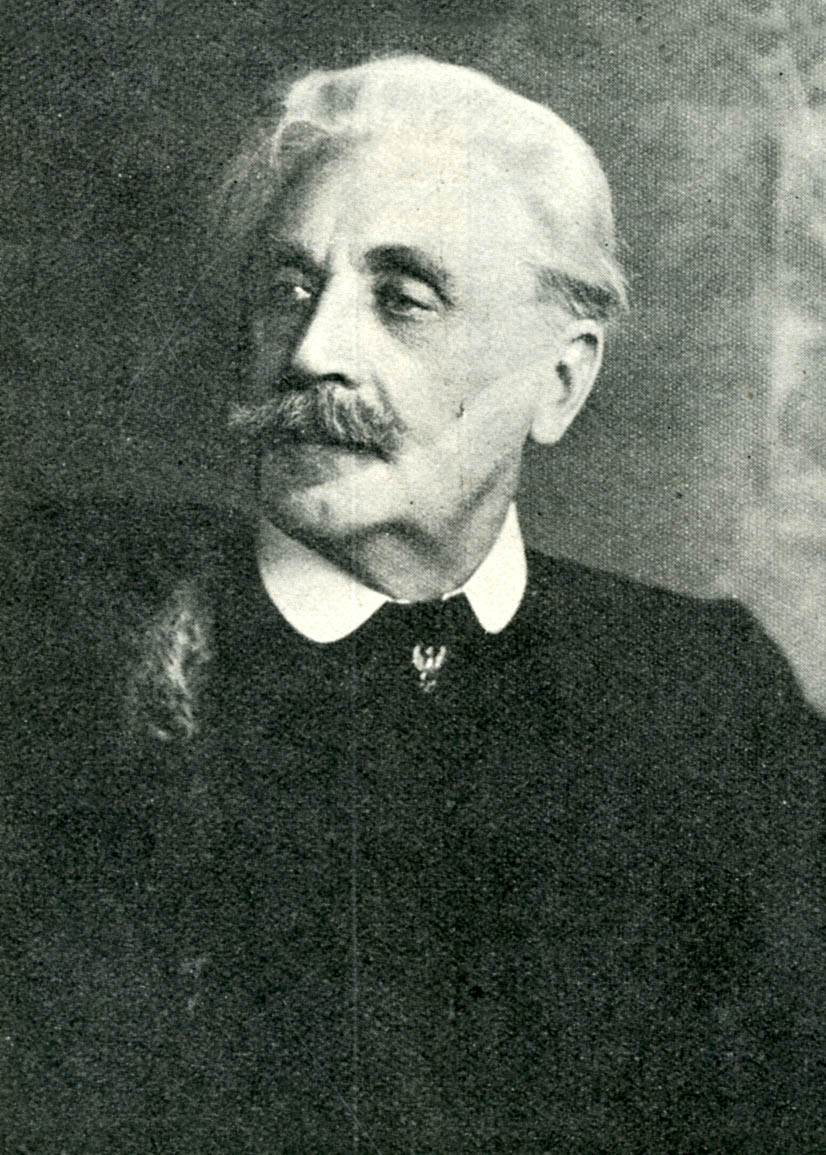
Jan Sas-Zubrzycki

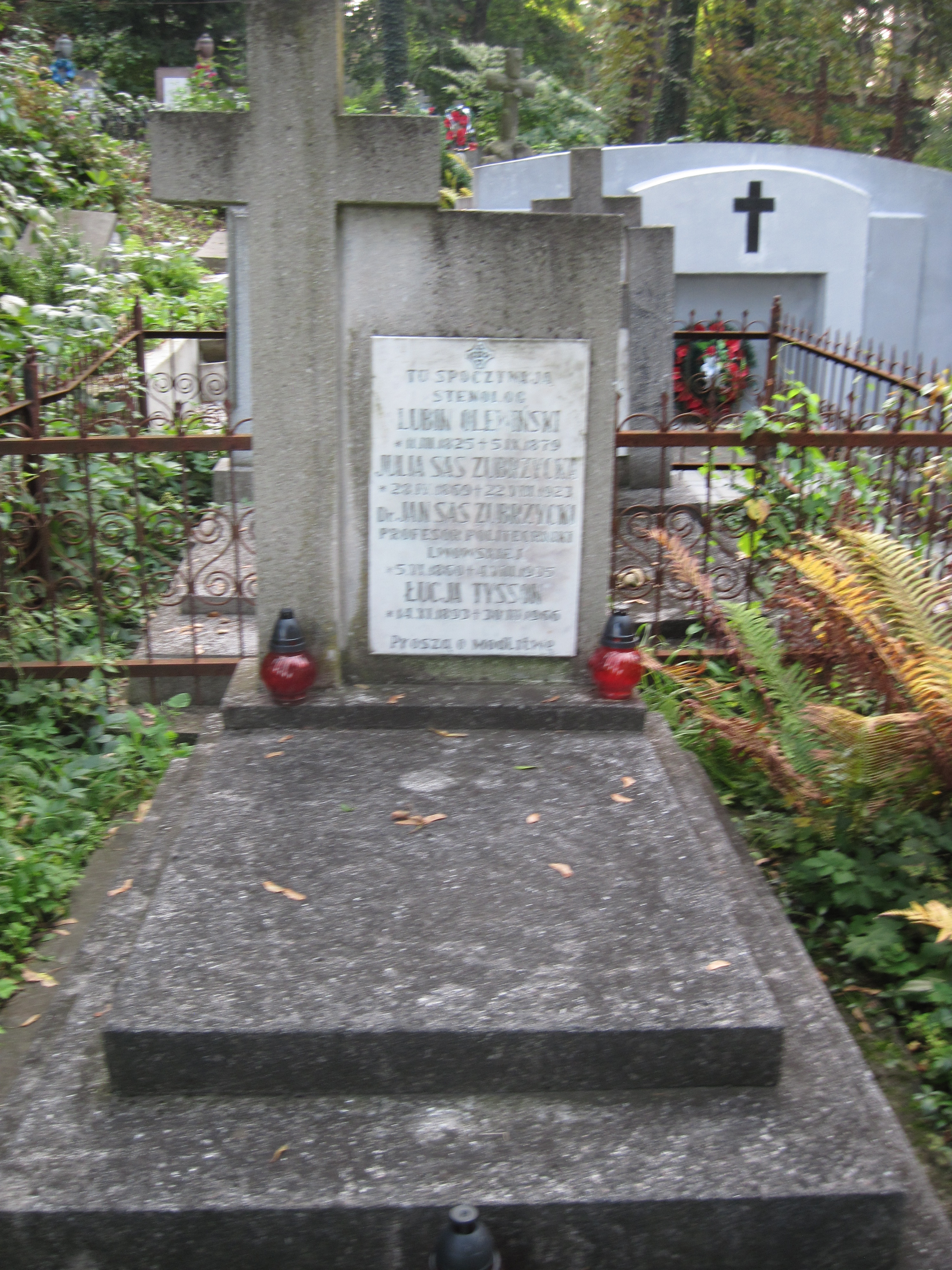
Lwów, cmentarz Łyczakowski
Grób Jana Sas-Zubrzyckiego

Urodził się w rodzinie nauczyciela ludowego Marcelego Zubrzyckiego, uczestnika powstania styczniowego i Wiktorii Gertrudy z domu też Zubrzyckiej, z odległej gałęzi rodu. Był jednym z sześciorga ich dzieci. Jedna z jego sióstr była poetka i pisarka Jadwiga Strokowa. Jego stryjem był ksiądz kanonik Roman Sas-Zubrzycki (zm. w 1866 w Śniatynie na cholerę), dziekan, rektor Seminarium duchownego we Lwowie.
Ukończył szkołę realną w Stanisławowie. W latach 1878–1884 studiował na wydziale architektury Politechniki Lwowskiej. W latach 1884–1886 był asystentem profesora Juliana Zachariewicza w Katedrze Budownictwa na Politechnice Lwowskiej.

W 1884 roku zadebiutował jako autor – opublikował Styl starochrześcijański. Tekst książki był odręcznie pisany, ilustracje rysowane na kalce, uzupełnione rysunkami kolegów ze studiów.

Pierwszym zrealizowanym w 1885 roku projektem architektonicznym był pensjonat w Rymanowie – Dom pod Matką Boską.
W latach 1886–1912 zamieszkał w Krakowie. W 1891 roku uzyskał uprawnienia inżyniera cywilnego dzięki czemu otrzymał członkostwo Lwowskiej Izby Inżynierskiej. Od 1893 roku pełnił obowiązki inspektora budowlanego, od 1900 roku starszego inspektora budowlanego w urzędzie Budownictwa Miejskiego w Krakowie. W 1895 r. na podstawie pracy habilitacyjnej Rozwój gotycyzmu w Polsce pod względem konstrukcyjnym i estetycznym został mianowany docentem na Wydziale Architektury Politechniki Lwowskiej. W 1898 roku wraz z siostrą Jadwigą z Łobzowa założył Towarzystwo Rękodzielników Polskich „Gwiazda”, od 1912 roku mieszczące się we Lwowie. W 1902 roku otrzymał na Politechnice Lwowskiej tytuł doktora nauk technicznych na podstawie rozprawy Krakowska szkoła architektoniczna XIV wieku. Od 1912 roku mieszkał i pracował we Lwowie. W 1912 roku został mianowany profesorem nadzwyczajnym, a w 1919 roku profesorem zwyczajnym w Katedrze Architektury i Estetyki Politechniki Lwowskiej, gdzie jako profesor i wykładowca pracował do przejścia na emeryturę (1929 rok). W 1916 roku był współzałożycielem Towarzystwa Opieki nad Zabytkami Sztuki i Kultury we Lwowie i jego pierwszym prezesem. W 1917 roku Wydział Krajowy mianował go członkiem Krajowego Grona Konserwatorów Galicji Wschodniej we Lwowie, na okres 6 lat. Był członkiem Polskiej Akademii Umiejętności.

## Życie prywatne
W 1880 roku zmarł jego ojciec, co wywołało ciężką sytuację materialną rodziny. Był to czas studiów na Politechnice Lwowskiej. Zubrzycki musiał więc podejmować pracę zarobkową, żeby mógł kontynuować studia.
W  1886 roku Jan poślubił we Lwowie Łucję z Olewińskich i zamieszkali w Krakowie. W 1888 roku urodził im się syn, Ludomir Marceli. W Krakowie rodzina mieszkała na ulicy Jana Sobieskiego 23. W 1890 roku zmarła jego żona, została pochowana na cmentarzu Rakowickim.
W 1891 roku ożenił się powtórnie z siostrą zmarłej żony, Julią. W 1893 roku urodziła im się córka Łucja.
W 1896 roku zmarła matka Zubrzyckiego, została pochowana na cmentarzu Rakowickim.
W 1897 roku wybudował własną kamienicę przy ulicy Kilińskiego 4 (obecnie aleja Słowackiego 7), gdzie zamieszkała rodzina architekta.
W 1901 roku wybudował też swoją willę w Zabierzowie, gdzie Zubrzyccy spędzali wolny czas.
W 1909 roku jego syn zmarł na gruźlicę, pochowany został na cmentarzu Rakowickim, razem z mamą i babcią.
W 1912 roku Zubrzyccy przeprowadzili się na stałe do Lwowa. W 1913 roku kupili dom w centrum miasta, Zubrzycki przeprowadził jego remont.
Po wybuchu I wojny światowej w 1914 roku wyjechali do Krosna a następnie do Wiednia. Początkowo mieszkali w Baden pod Wiedniem, później w Wiedniu w pensjonacie. Pod koniec 1915 roku powrócili do Lwowa.
W 1923 roku zmarła jego żona Julia, która została pochowana na cmentarzu Łyczakowskim.
Jan Sas Zubrzycki zmarł w Brzuchowicach koło Lwowa w 1935 roku.
Został pochowany na cmentarzu Łyczakowskim we Lwowie (kwatera 20-9).
Jan Sas-Zubrzycki opublikował liczne prace naukowe, zawierające m.in. rozważania na temat polskiego stylu narodowego. Wskazywał na oryginalne, rodzime cechy polskiej architektury. Jako architekt tworzył głównie w duchu neogotyku. Wybudował ponad 40 kościołów i przebudował około 20. Opracowywał też projekty przebudowy kamienic i budowy świeckich budowli publicznych, m.in. ratusze w Jordanowie i Niepołomicach.

## Publikacje
Był autorem książek i rozpraw, które sam Zubrzycki podzielił na trzy grupy tematyczne:

 Rękodzielnictwo polskie – są to zbiory tablic z rysunkami, które  pokazują przykłady z poszczególnych dziedzin rzemiosła z uwzględnieniem charakterystycznych polskich cech.
- Cieśla polski (1915-1916)
- Murarz polski (1917-1919)
- Kaflarstwo polskie (1922)
- Kowalstwo polskie (1925)

 Dzieła architektoniczne – do tej grupy zaliczał dzieła dotyczące teorii architektury, jej historii, także inwentaryzację zabytków itp.  
- Styl starochrześcijański (1884)
- Sztuka średniowieczna (1886)
- Bazyliki średniowieczne w układzie rzutów poziomych (1891)
- Zwięzła historja sztuki od najpierwszych jej zaczątków aż po czasy napoleońskie (1914)  (Według innego źródła 1904)
- Zabytki sztuki w Polsce (1885)
- Skarby architektury w Polsce (cztery tomy, 1907-1916)
- Styl nadwiślański (1910)
- Styl zygmuntowski (1914)
- Polskie budownictwo drewniane (1916)
- Zabytki w Żółkwi (1901)
- Katedry polskie (1909-1918)
- Kurtyna Siemiradzkiego (1900)
- Rohatyn i jego zabytki (1901)
- Kościół warowny w Bóbrce (1905)
- Zabytki miasta Lwowa (1928)
- Wawel przeddziejowy (1918)
- Architektura Rynku Krakowskiego[10].

 Sztuki i oświecenie – w tej grupie znajdują się książki lub krótkie rozprawy opisujące konkretne zabytki i dzieła sztuki oraz publikacje dotyczące szerszych zagadnień, tego, co nazwał „filozofią architektury i utworem kształtu”.
- Serce: rozbiór pierwiastków polskiej sztuki ludowej i narodowej (z rysunkami), Lwów 1921
- Bogoznawstwo Sławjan, Katowice 1925
- Obsypiny... Obsyłania... Rąbek złoty z czasów dobrobytu i oświaty Polaków dawnych (1921)
- Mir-Sława Znak Krzyżowy (1922)
- Arcydzieła Wita Stwosza (1924)
- Filozofia architektury, jej teorie i estetyka (1894)
- Utwór kształtu (trzytomowy podręcznik, 1912-1916)

Jan Sas Zubrzycki jest także autorem pamiętnika Różaniec wspomnień rodzinnych, Lwów 1930

## Realizacje
- kościoły (w nawiasach podano rok ukończenia budowy):
  - Bielcza (1908)
  - Błażowa - kościół parafialny (1900), kaplica na Starym Cmentarzu (1904)
  - Bruśnik (1904)
  - Cieklin (1903)
  - Ciężkowice (1903)
  - Czortków (1918) – kościół dominikanów
  - Górno (1913)
  - Grobla (1909)
  - Jadowniki Podgórne (1910)
  - Jedlicze (1925)
  - Jordanów (1913)
  - Kasinka Mała (1913)
  - Kraków – kościół św. Józefa w Podgórzu (1909), kościół redemptorystów (1907)
  - Lubatowa (1921)
  - Lubcza (1899)
  - Lwów – kościół kapucynów (1930)
  - Łapczyca (1933)
  - Łężkowice (1921)
  - Masłów Pierwszy (1938)
  - Miejsce Piastowe – kościół Michalitów
  - Niewodna (1923)
  - Nowy Sącz; Biegonice (1904)
  - Otfinów (1929)
  - Piotrkowice (1907)
  - Porąbka Uszewska (1918)
  - Poręba Radlna (1905)
  - Ryglice (1940)
  - Siedliska-Bogusz (1912)
  - Sokołów Małopolski (1914)
  - Suków
  - Szczepanów (1914)
  - Szczurowa (1893)
  - Tarnów (1906)
  - Tłuste
  - Trzebinia – kościół Salwatorianów, Najświętszego Serca Pana Jezusa – projekt częściowo niezrealizowany
  - Trześniów
  - Wietrzychowice (1924)
  - Zaleszany (1905)
  - Żeleźnikowa Wielka (1921)
- kościoły przebudowane:
  - Bochnia (1905)
  - Borzęcin – kościół Narodzenia Najświętszej Maryi Panny
  - Szczucin (1905)
  - Tarnobrzeg, kościół dominikanów
  - Tarnawa
  - Trzciana k. Bochni
- ratusze:
  - Jordanów
  - Myślenice
  - Niepołomice
  - Zator
- inne:
  - Budynek Towarzystwa Gimnastycznego „Sokół” w Brzozowie[21]
  - Pałac Stawiarskich Jedlicze
  - Willa Łucki w Kolbuszowej
  - Willa Bergmanów w Krośnie
  - Cerkiew w Tłustem
  - Synagoga w Wielkich Oczach

## Świątynie

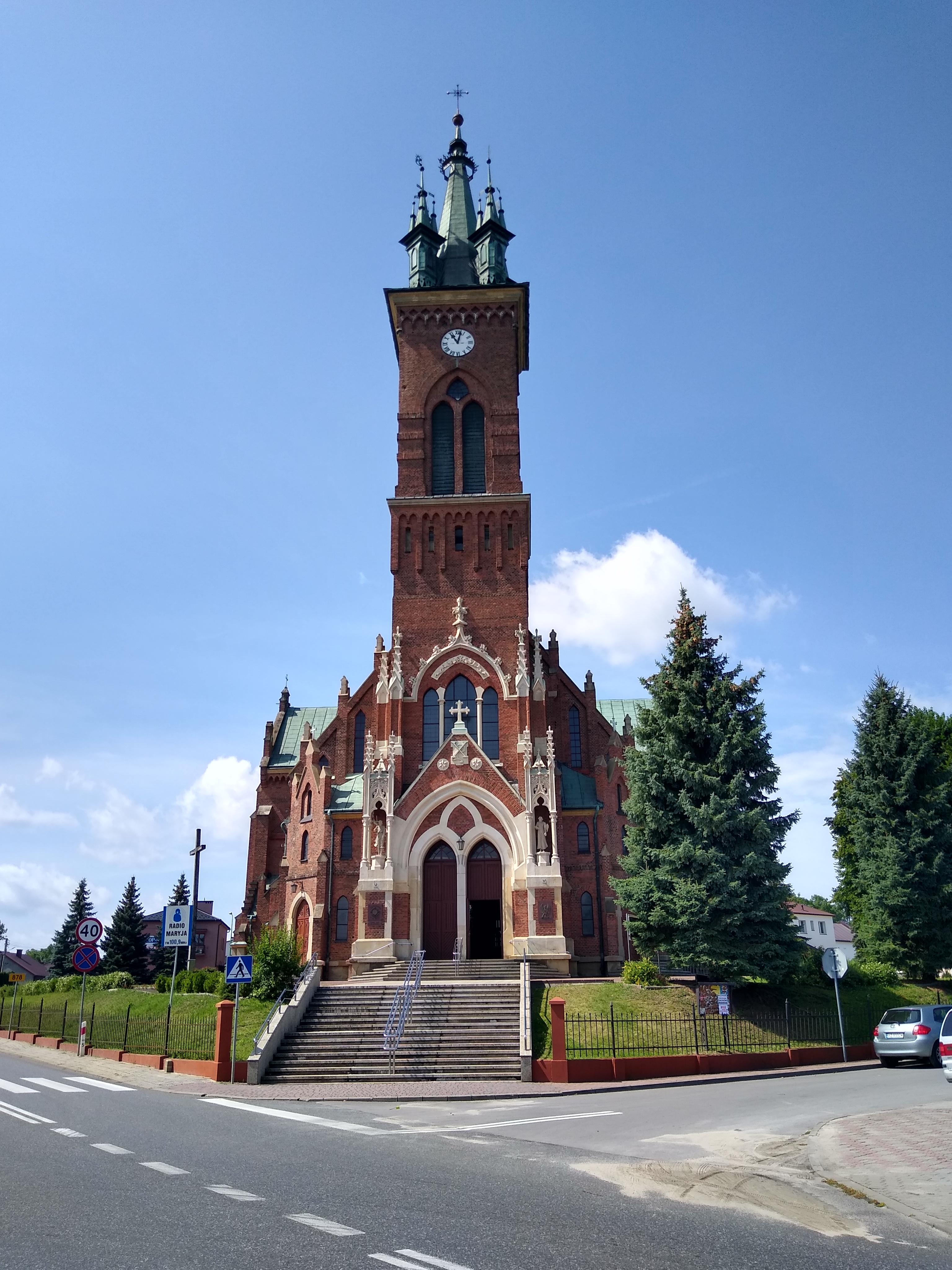
Kościół św. Jana Chrzciciela Sokołów Małopolski
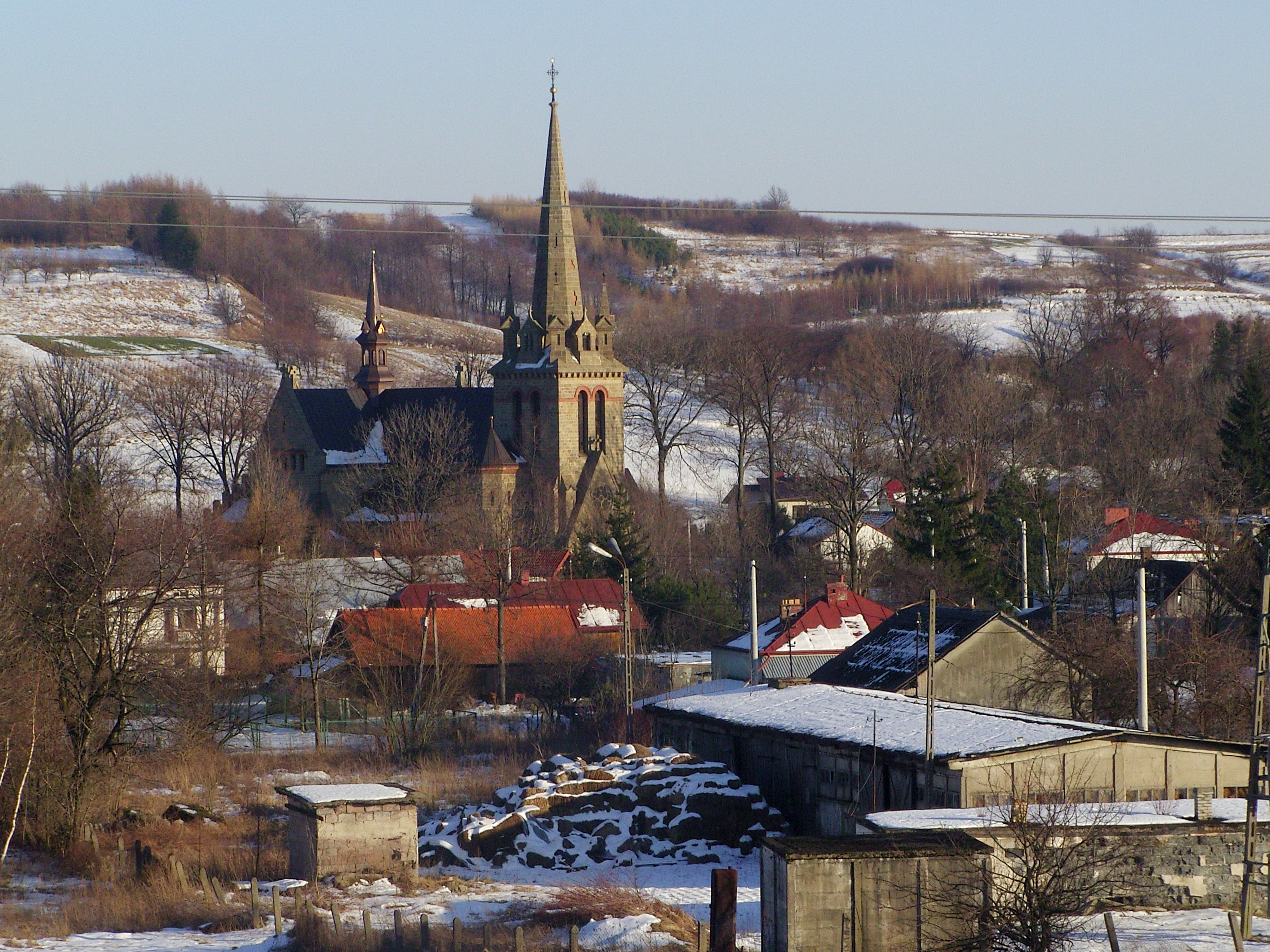
Kościół św. Michała Archanioła Cieklin
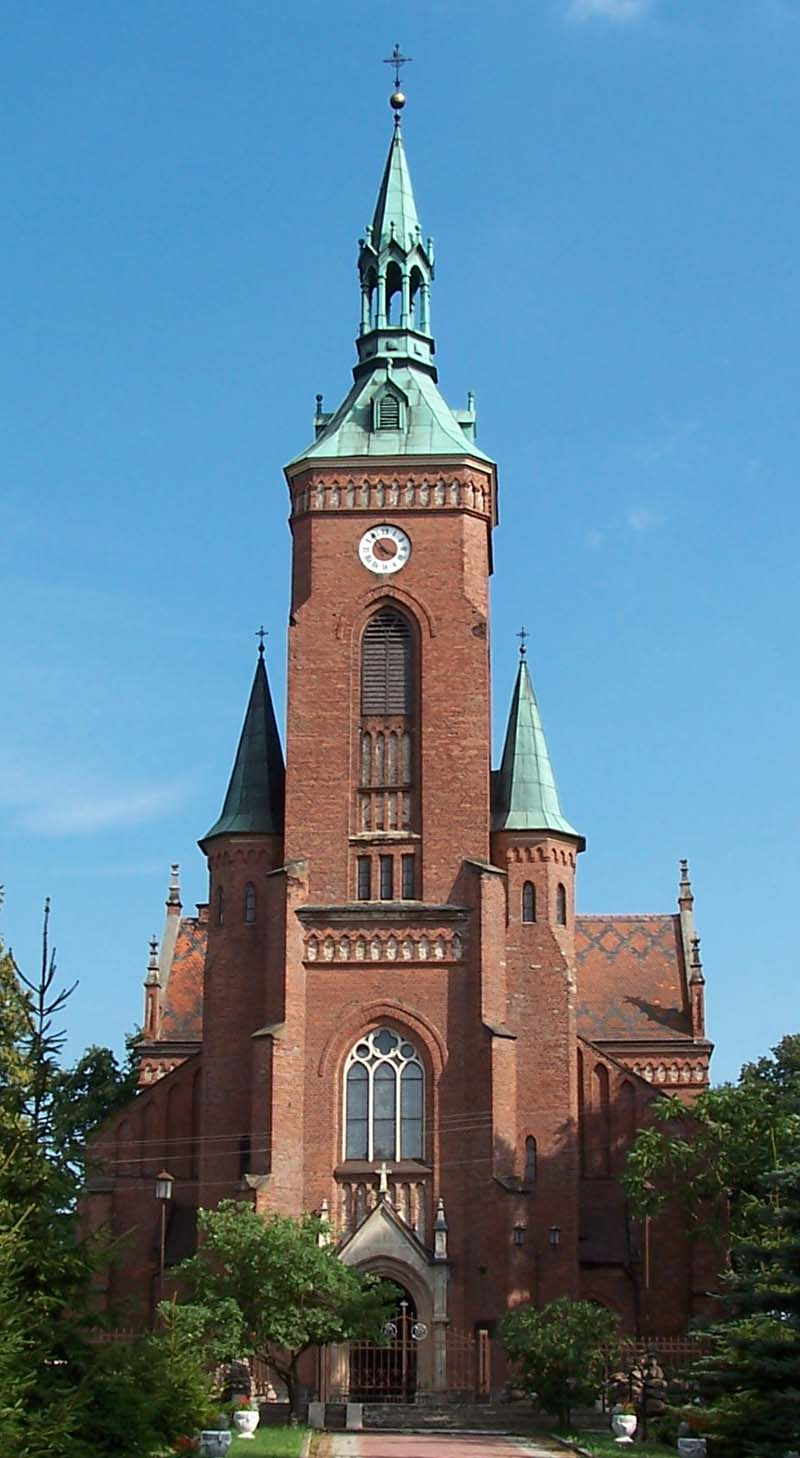
Kościół MB Szkaplerznej Górno
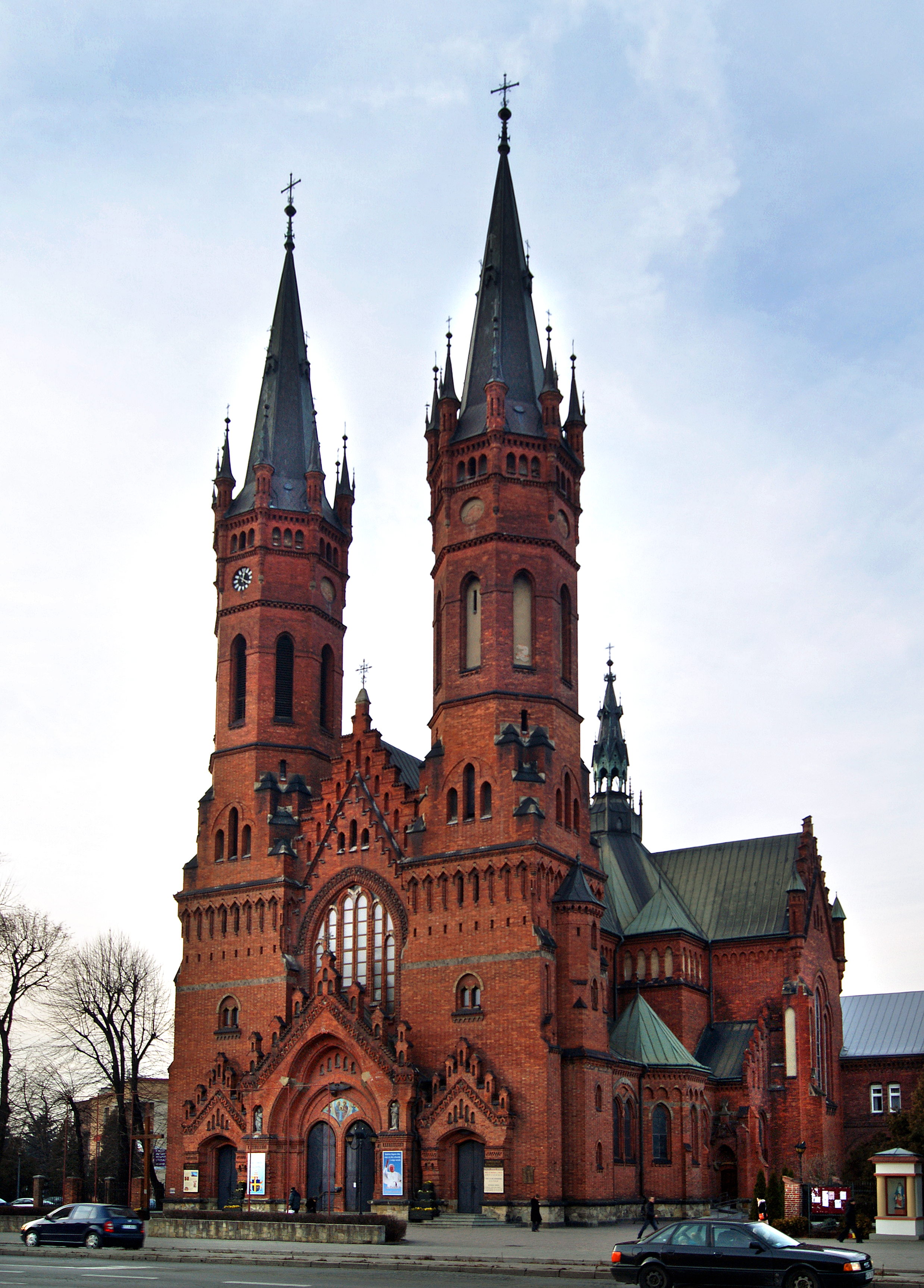
Kościół Świętej Rodziny Tarnów
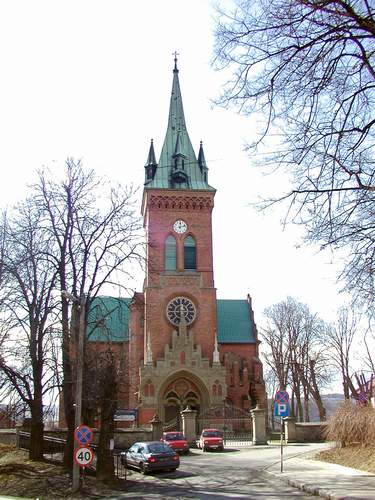
Kościół Przenajświętszej Trójcy Jordanów
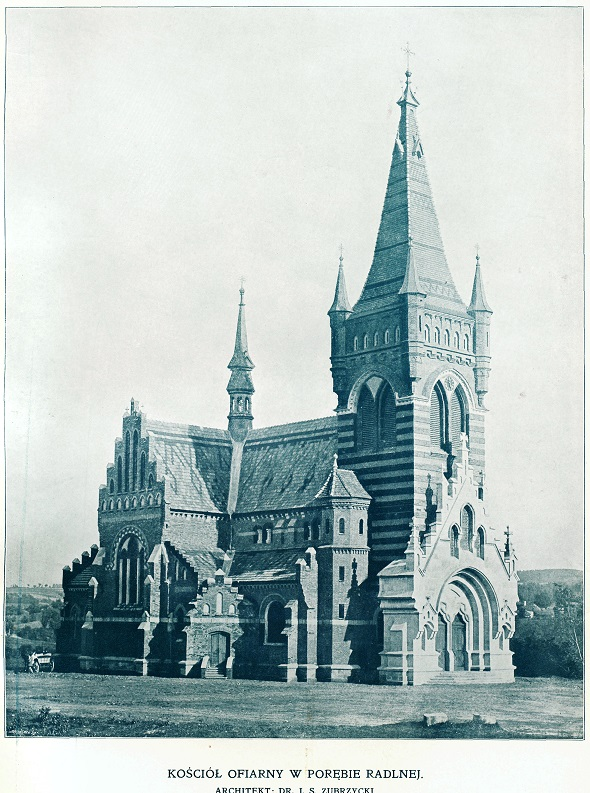
Kościół św. Piotra i św. Pawła Poręba Radlna
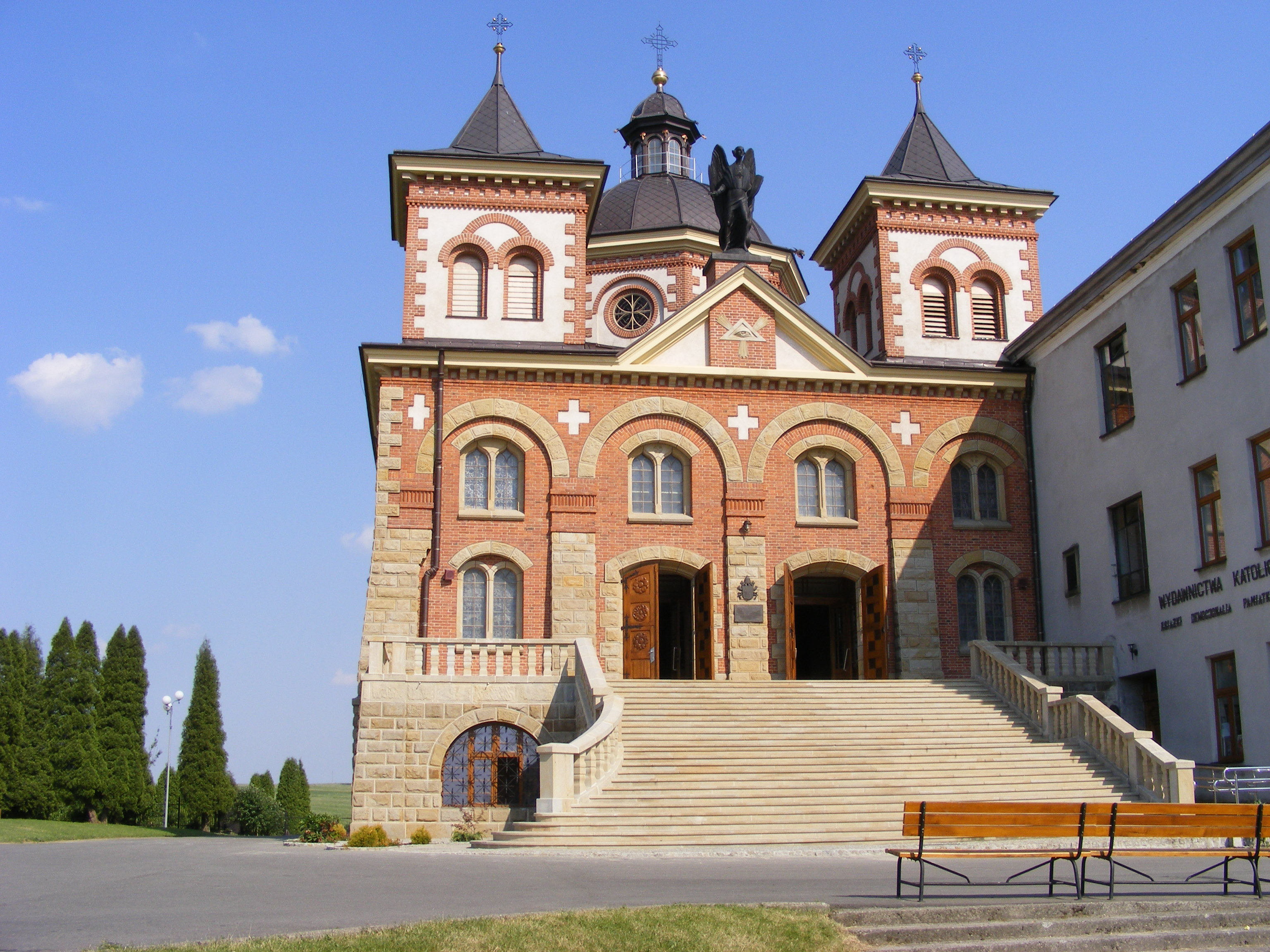
Kościół michalitów Miejsce Piastowe
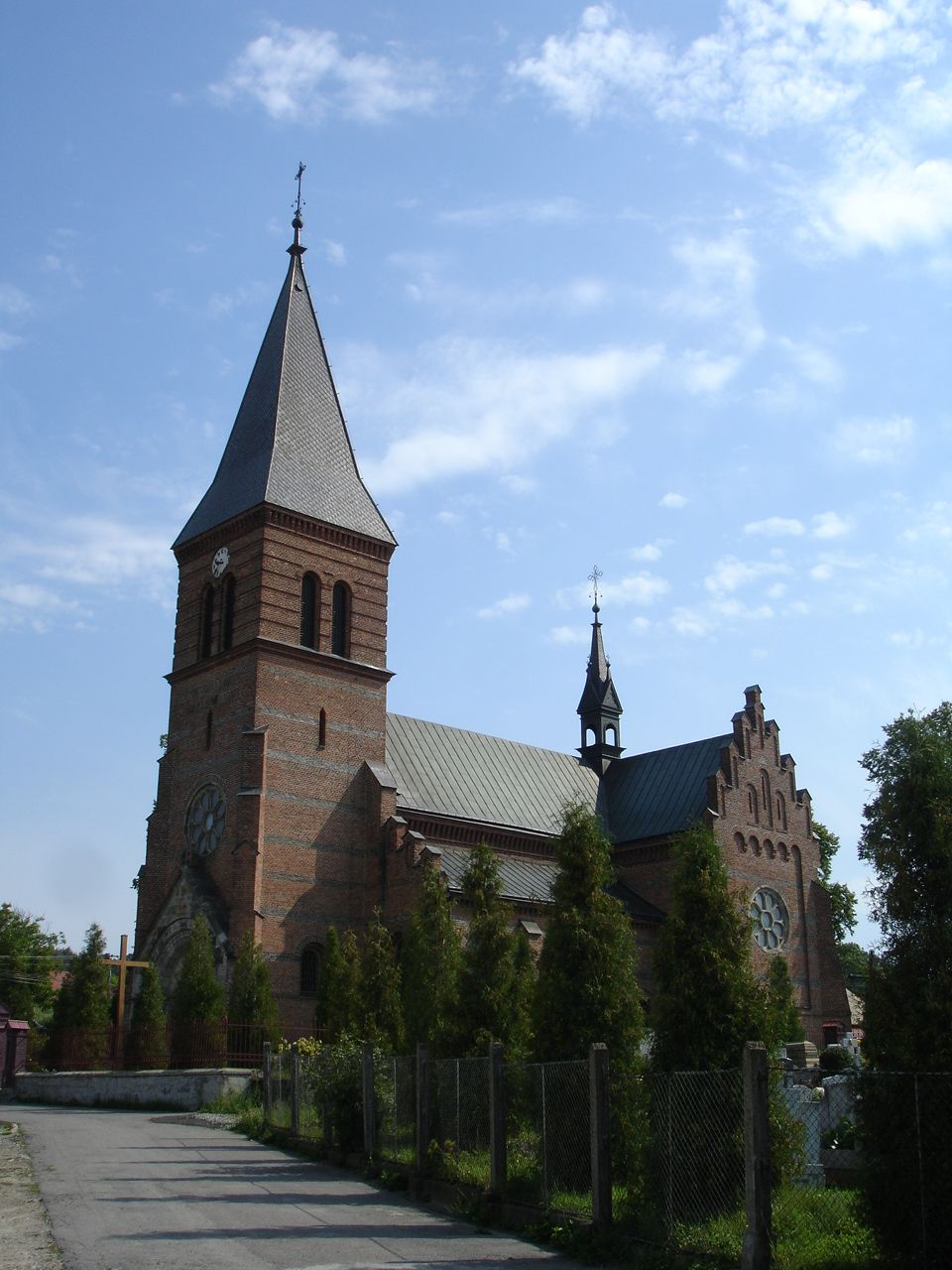
Kościół św. Stanisława Biskupa Trześniów
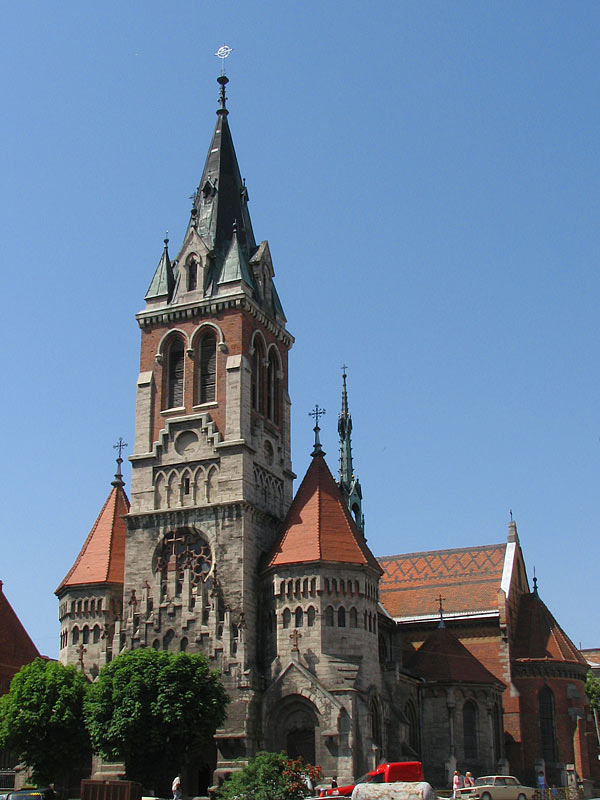
Kościół św. Stanisława Czortków
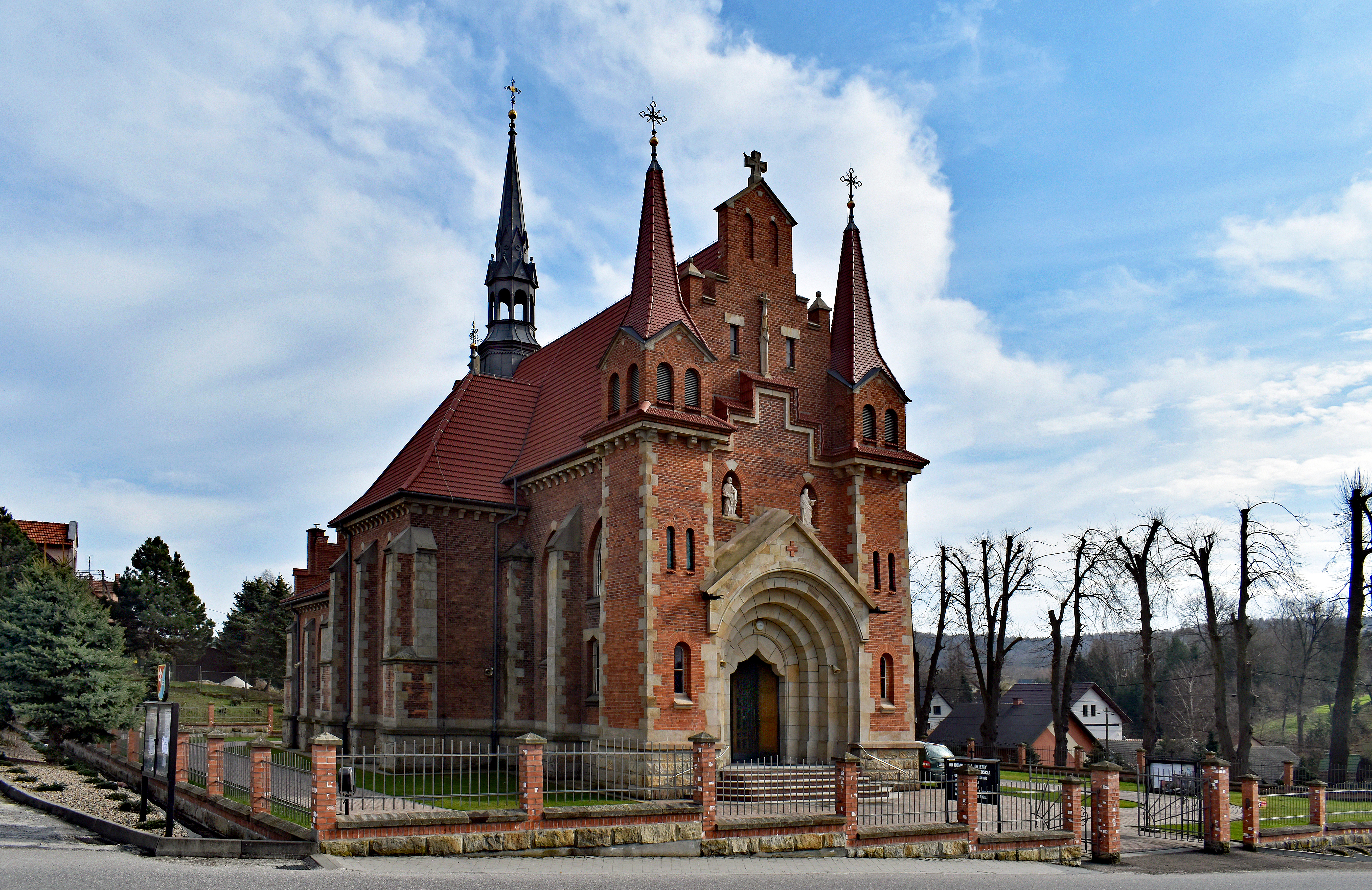
Kościół św. Anny Łapczyca
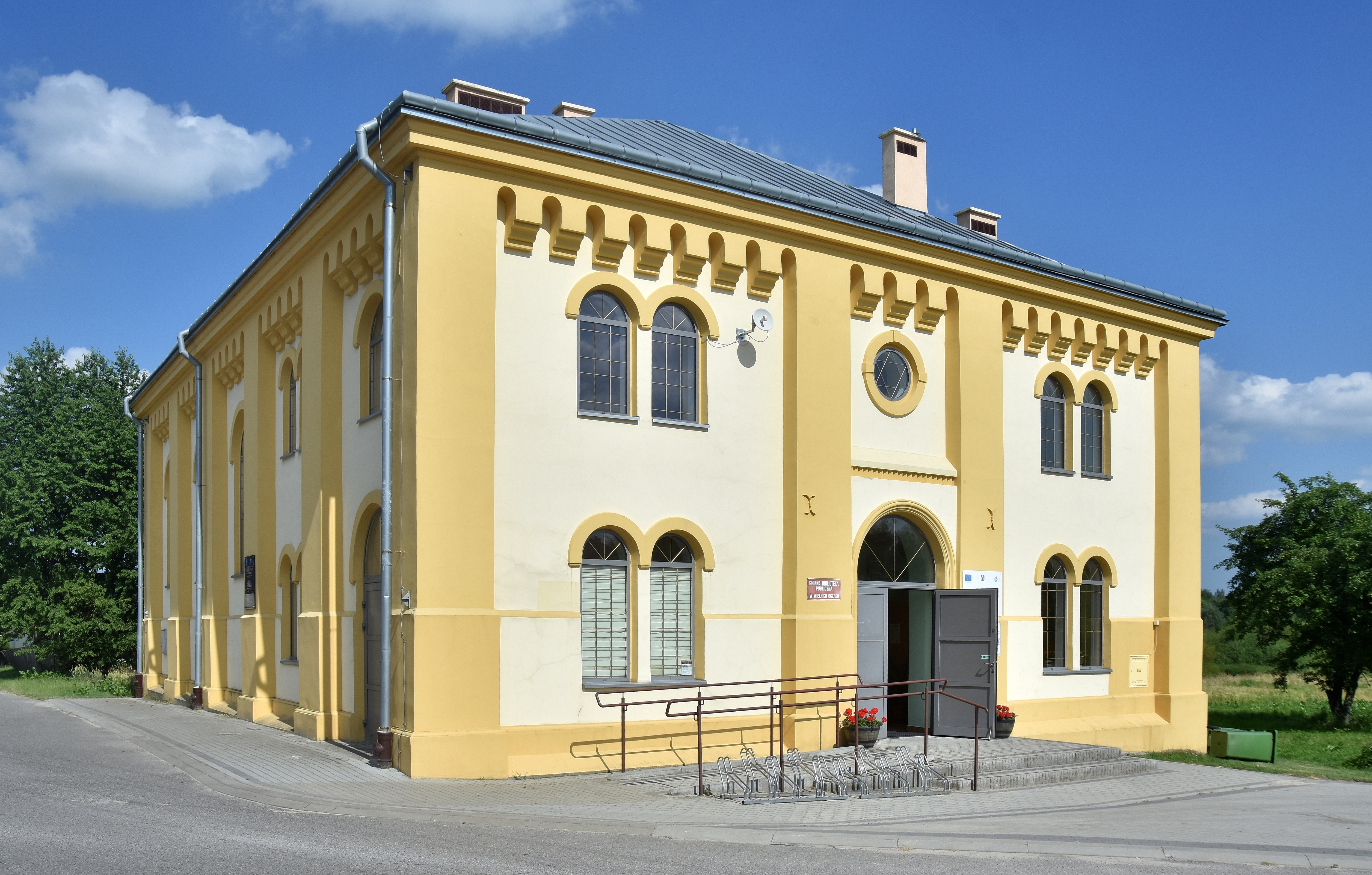
Synagoga Wielkie Oczy

## Inne budynki

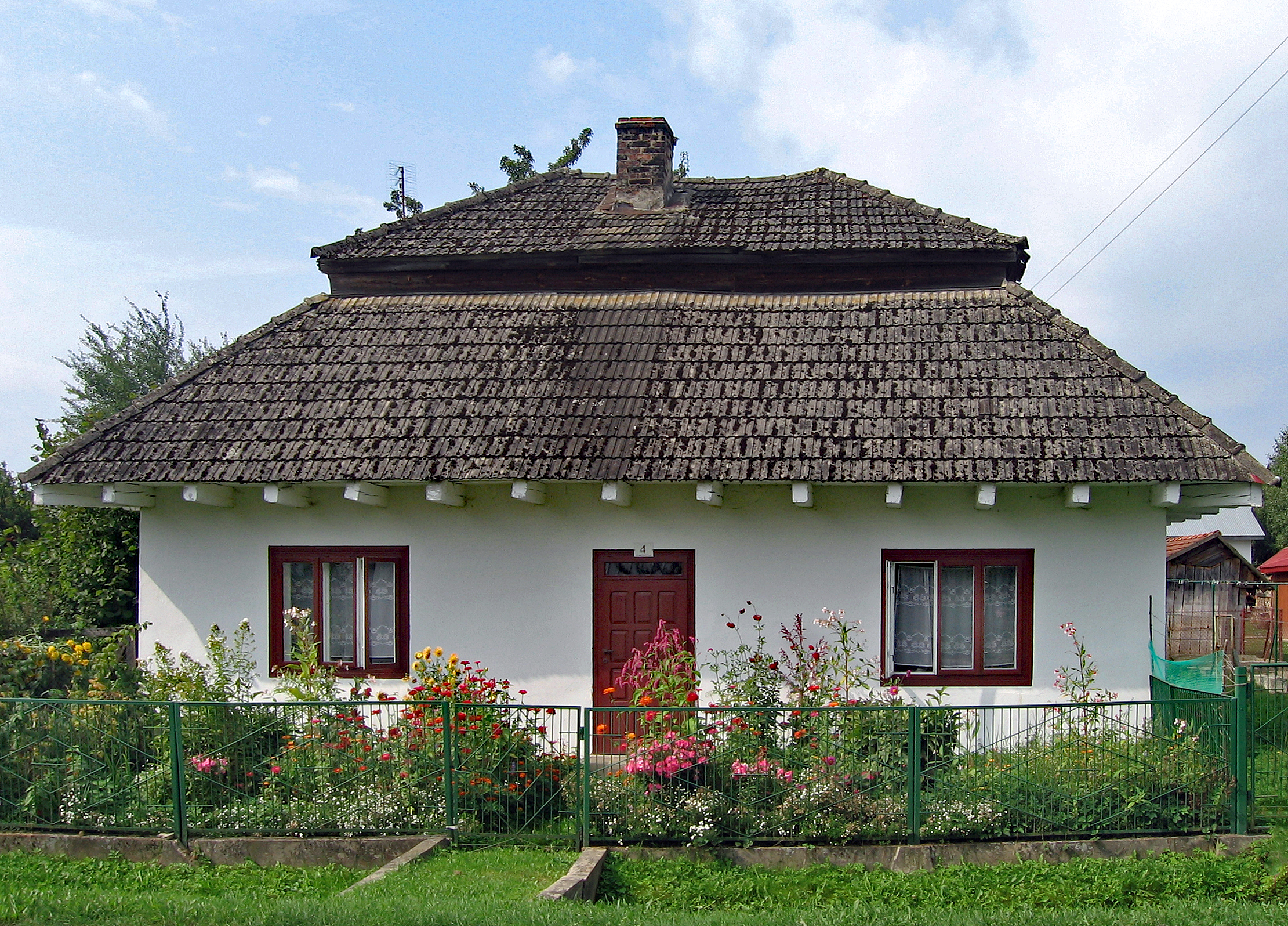
Dom (stan w 2007) Wielkie Oczy ul. Krakowiecka 4
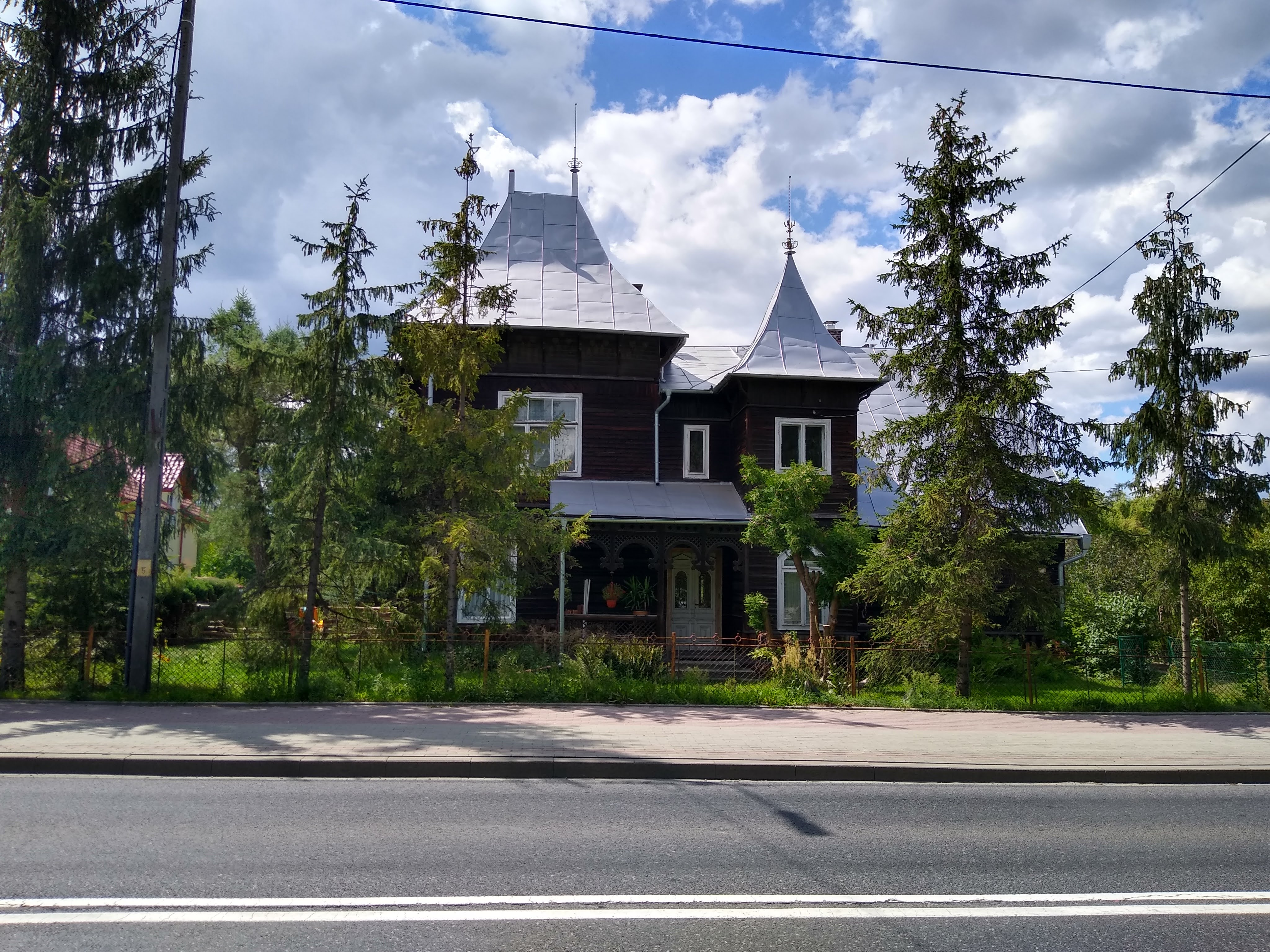
Willa dr Łuckiego Kolbuszowa
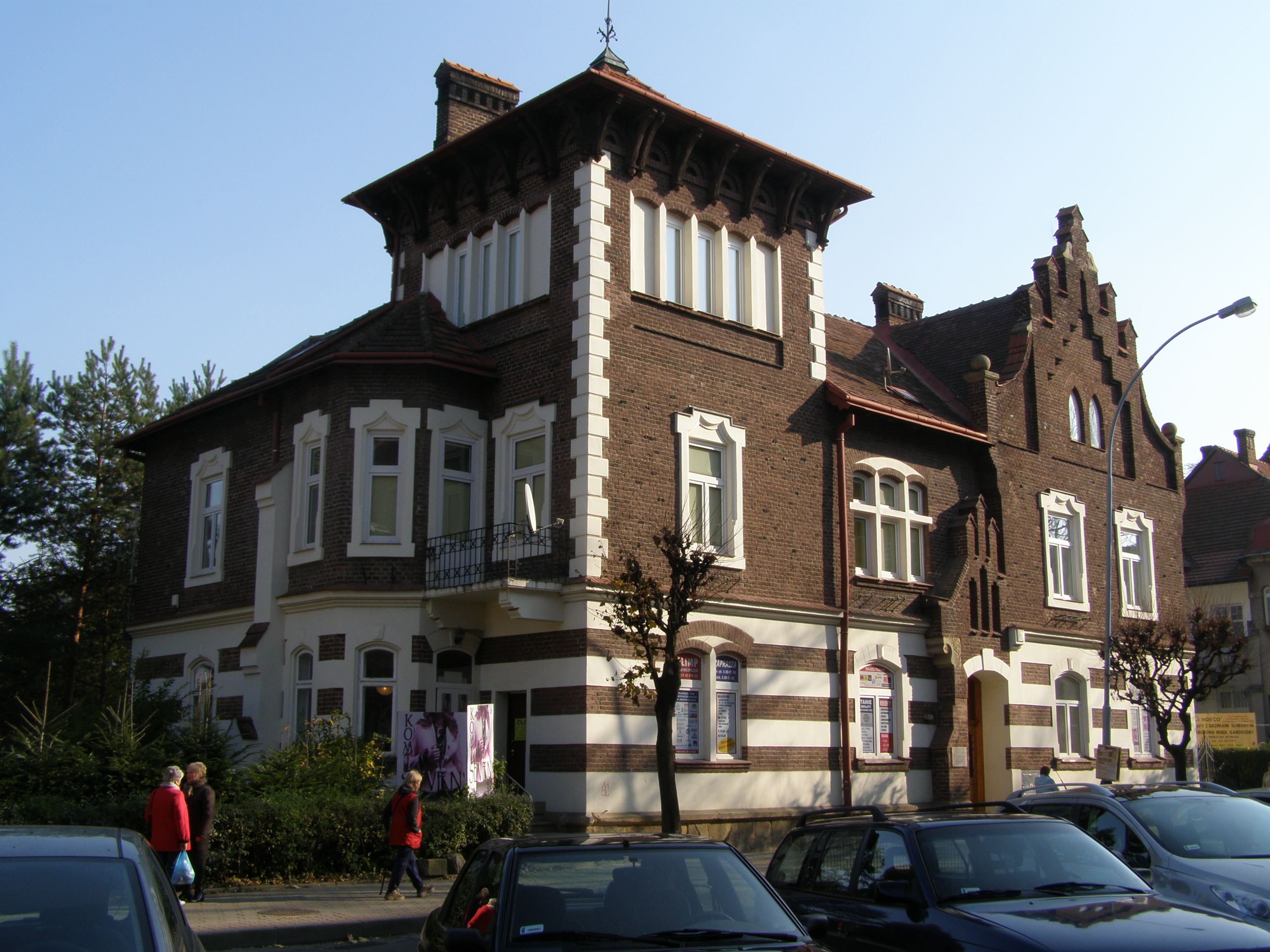
Willa Stanisława Bergmana Krosno
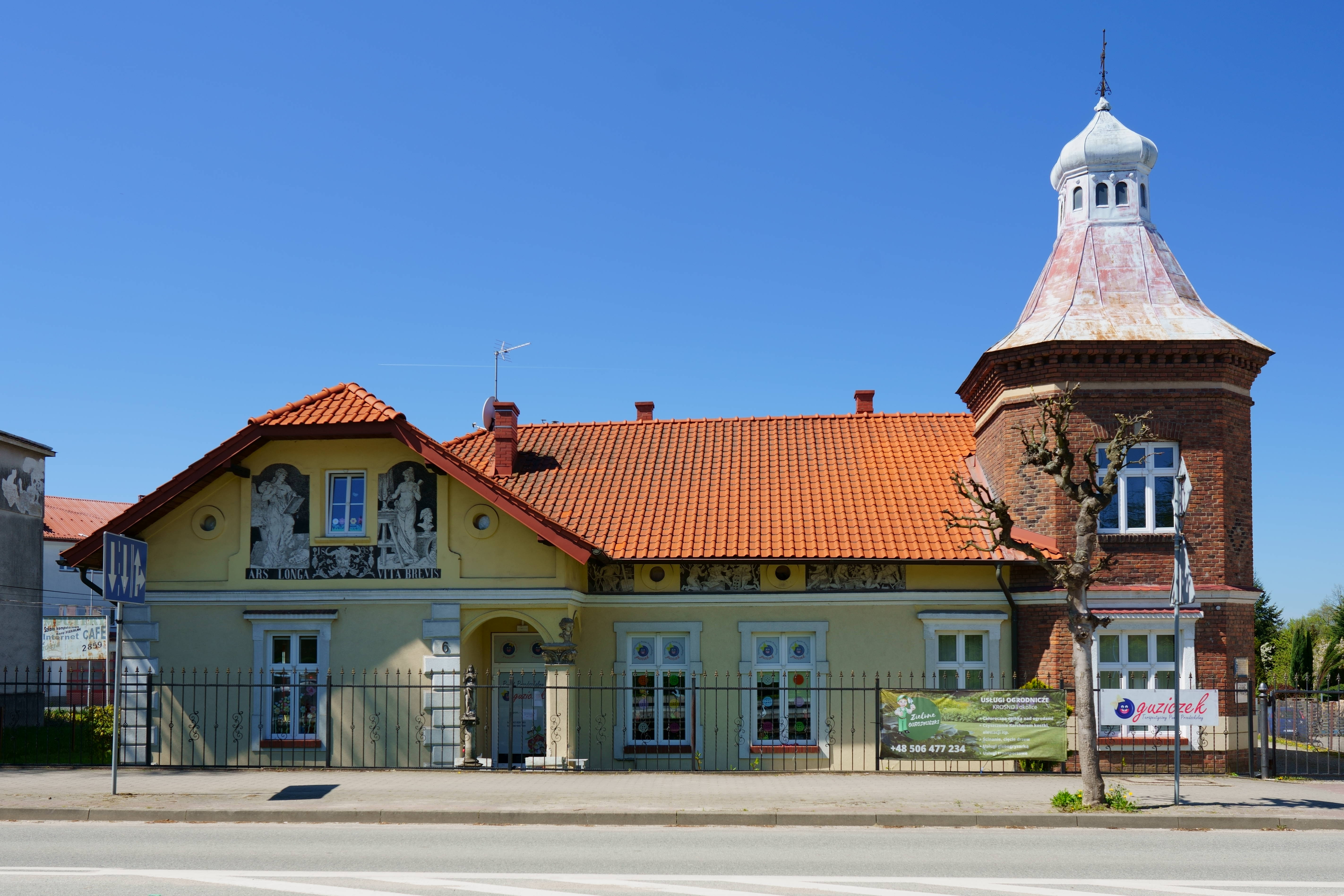
Dom malarza Andrzeja Lenika Krosno
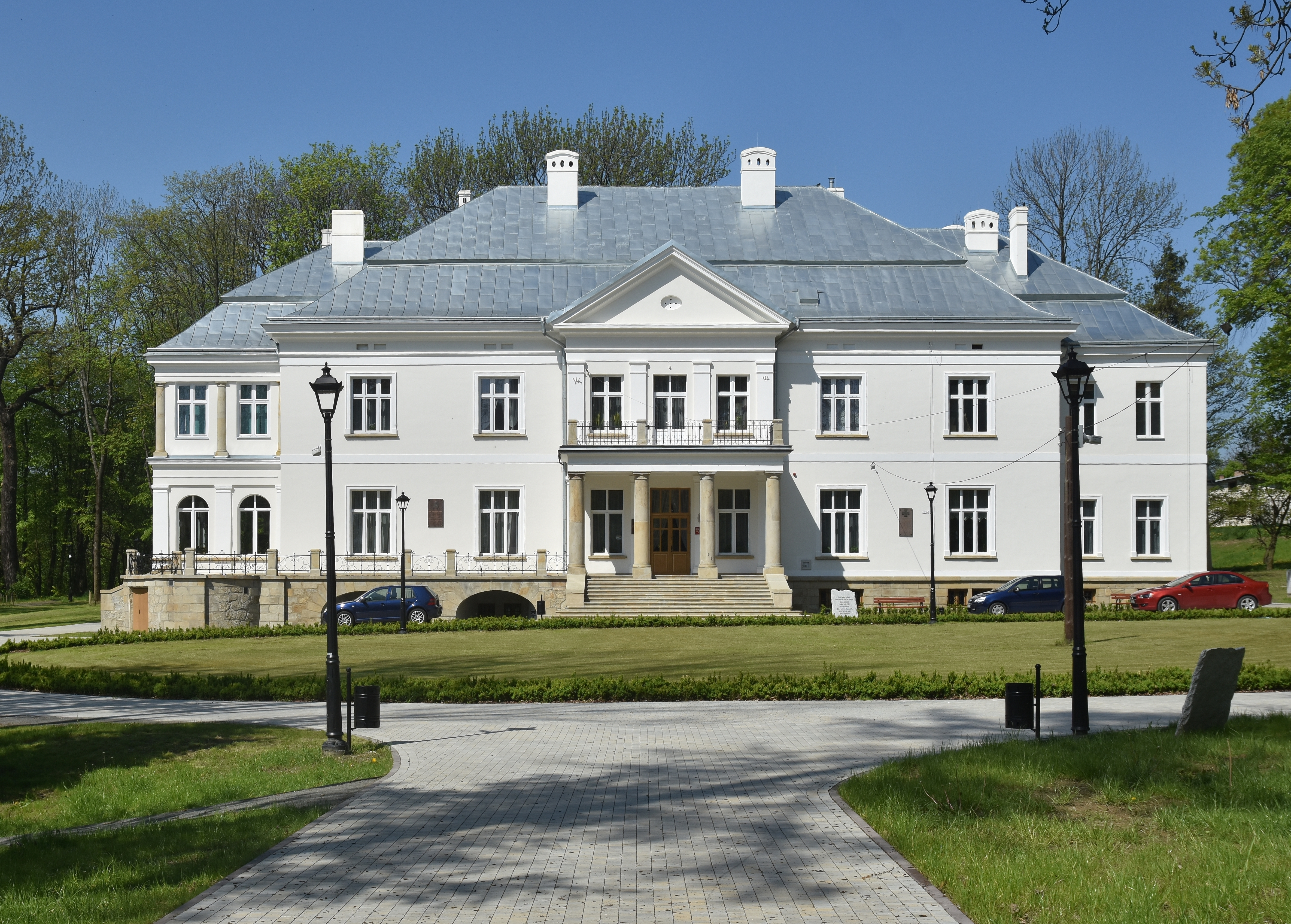
Pałac Stawiarskich Jedlicze
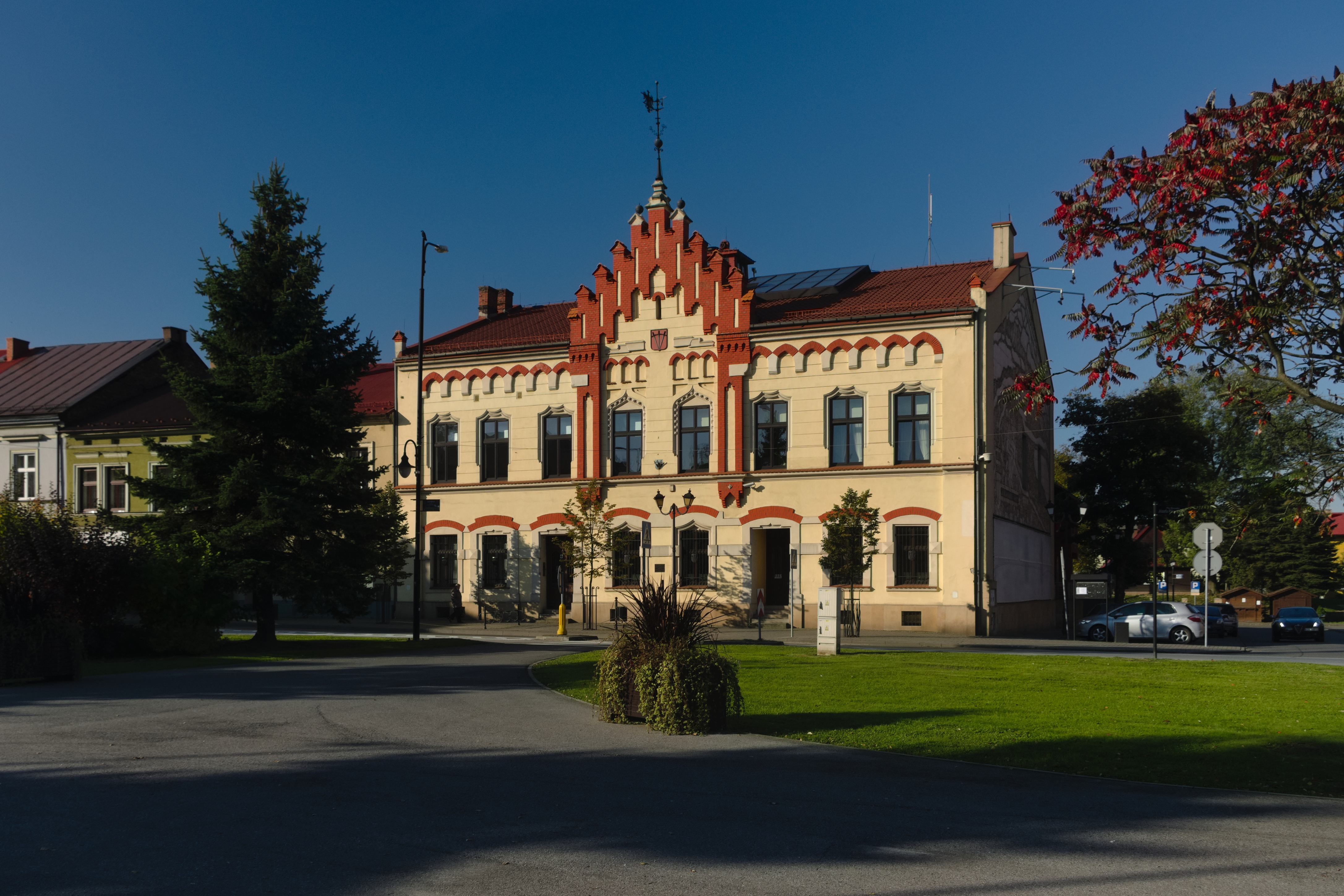
Ratusz Zator
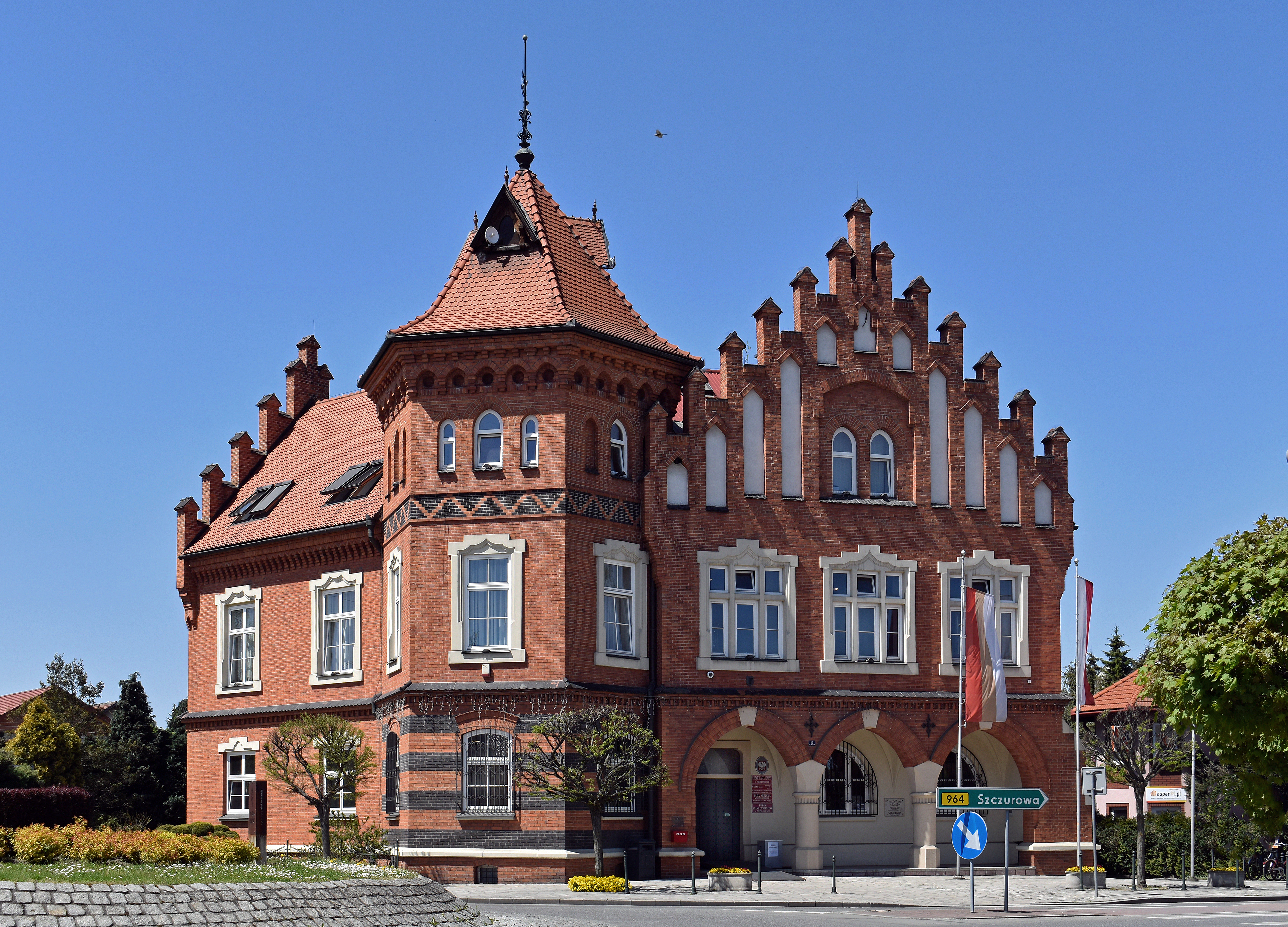
Ratusz Niepołomice
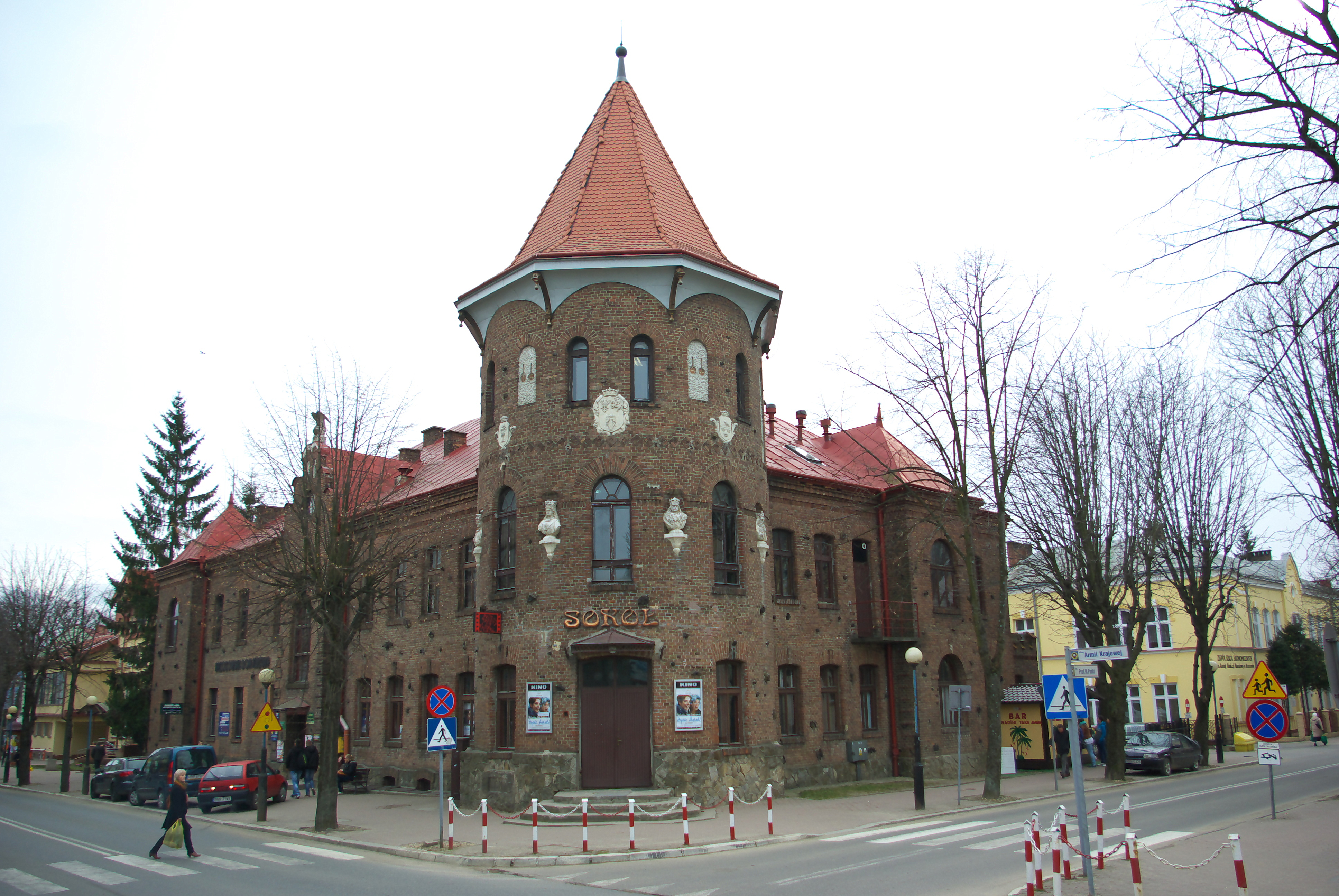
Budynek TG „Sokół” Brzozów
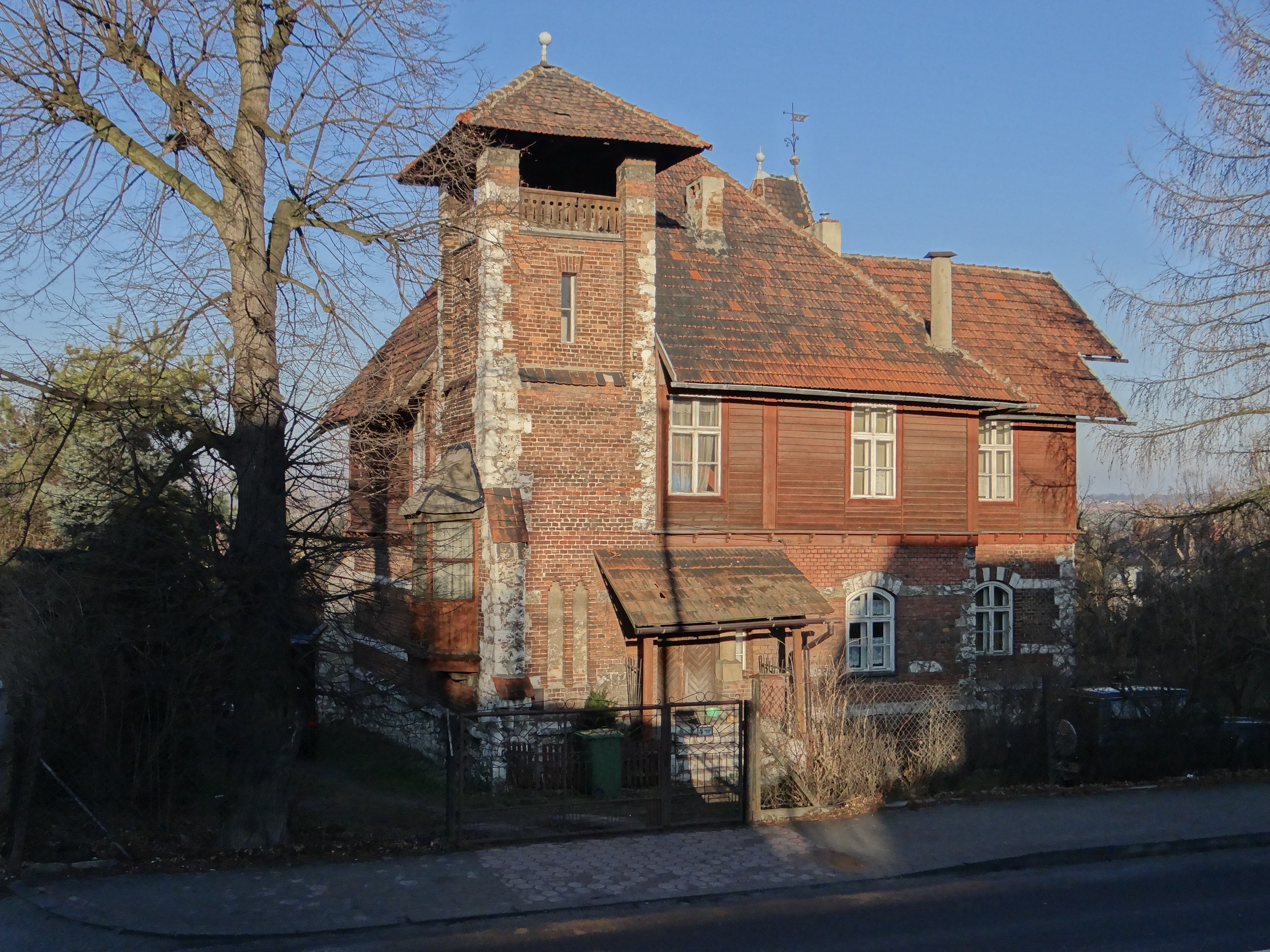
Willa własna Zabierzów

## Budynki w Krakowie

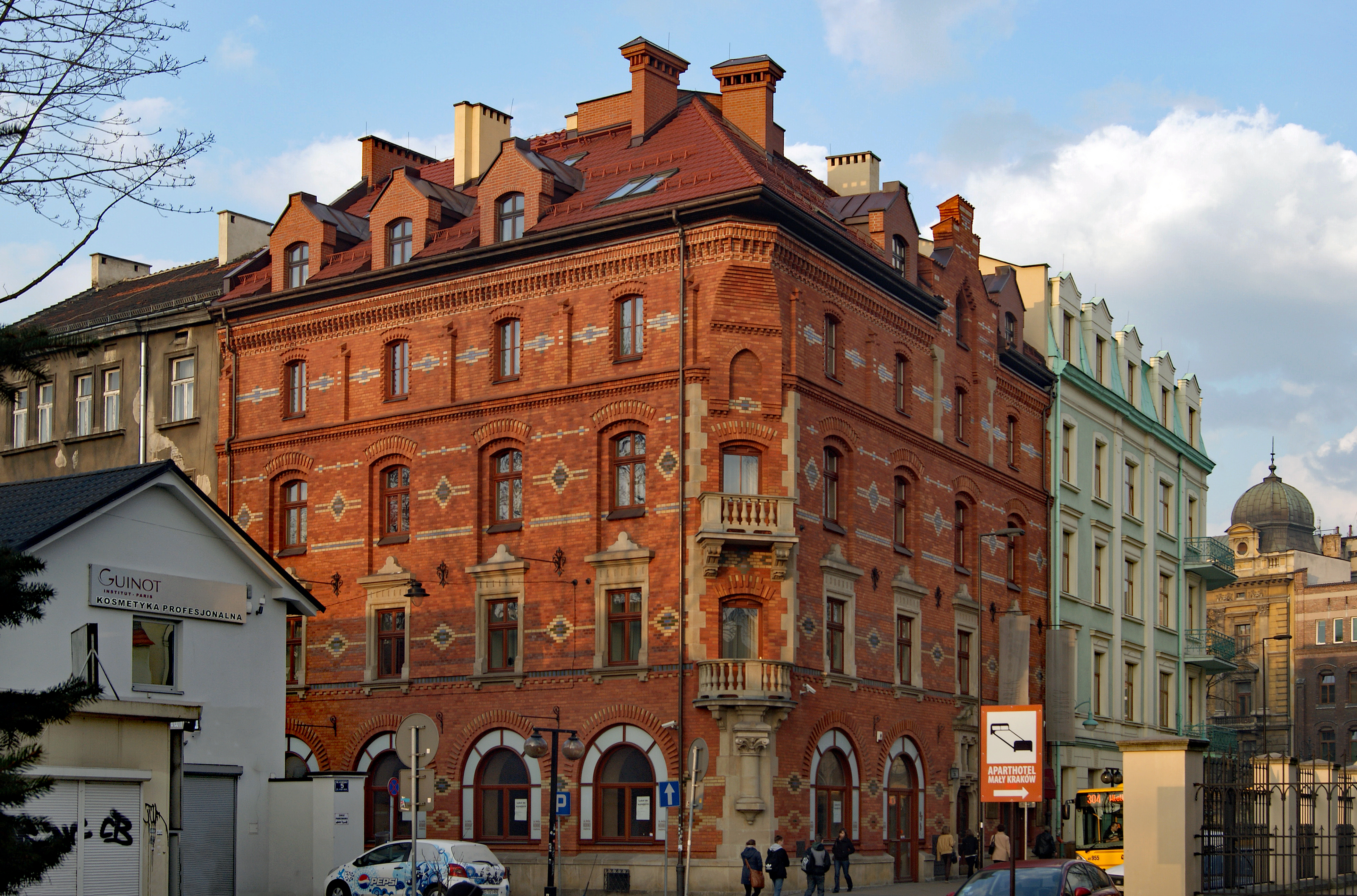
Kamienica Jana Zimlera (1892) Kraków ul. Kurniki 3
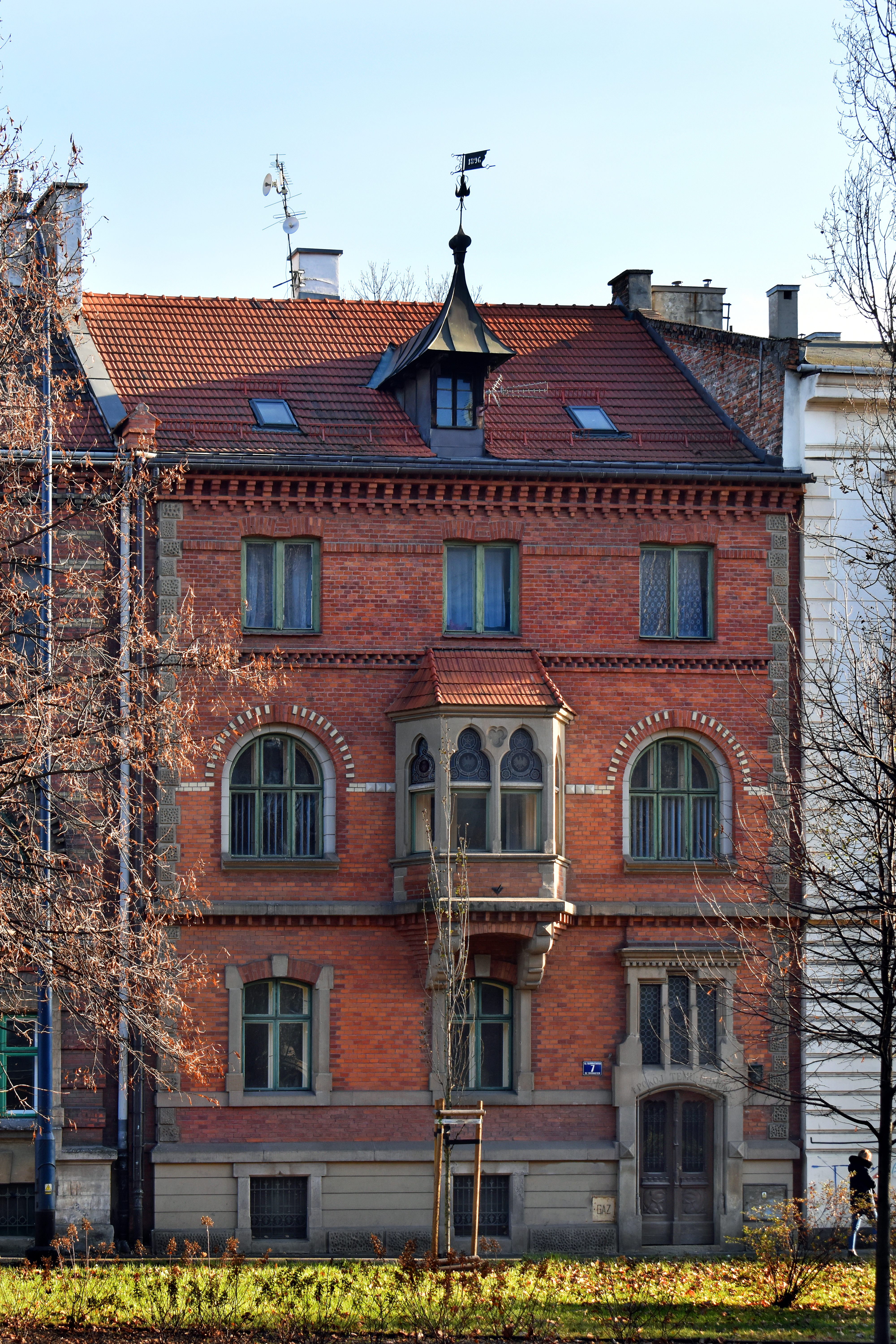
Kamienica, dom własny (1895) Kraków al. Słowackiego 7
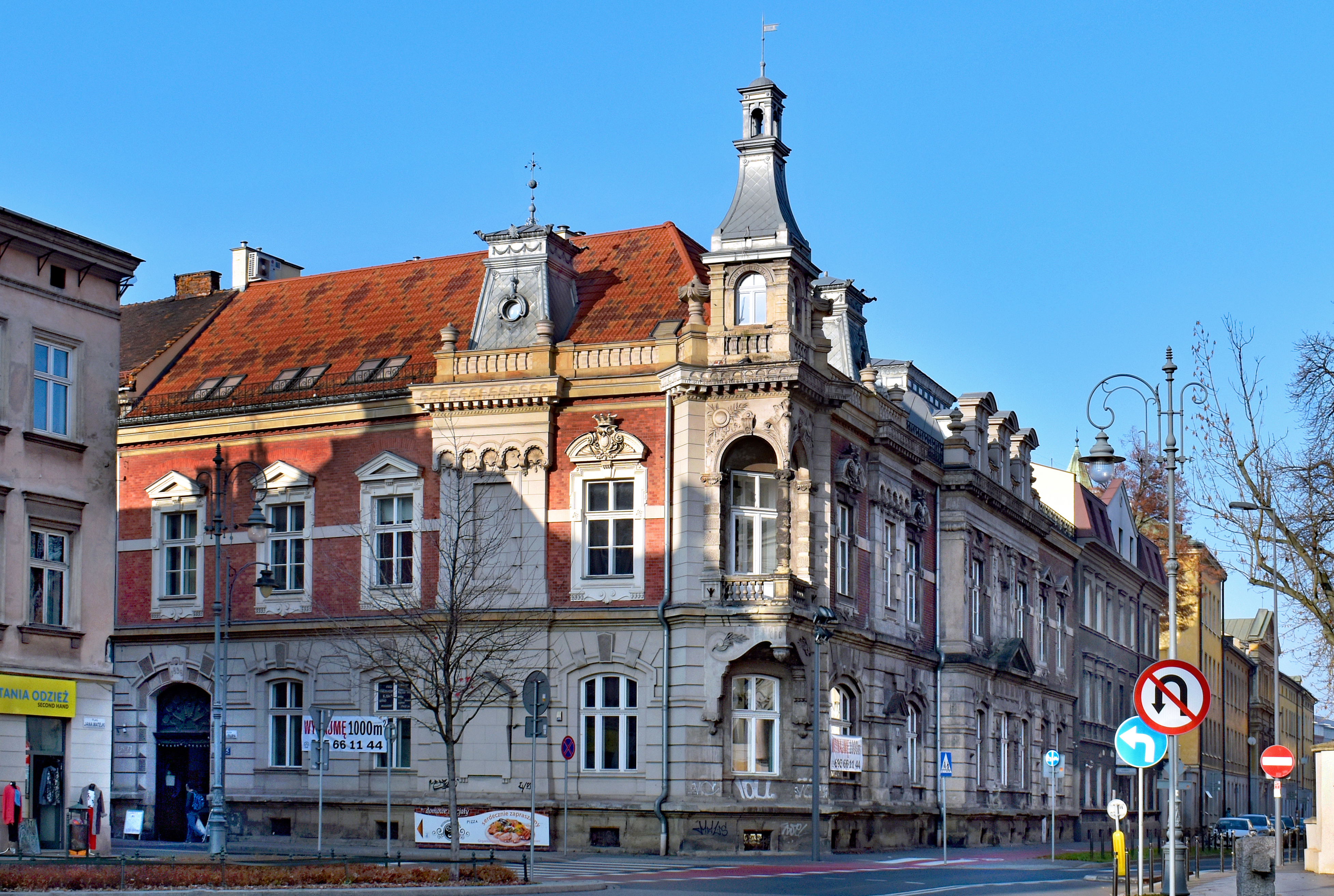
Pałac Zdzisława Włodka (1898) Kraków ul. św. Filipa 25
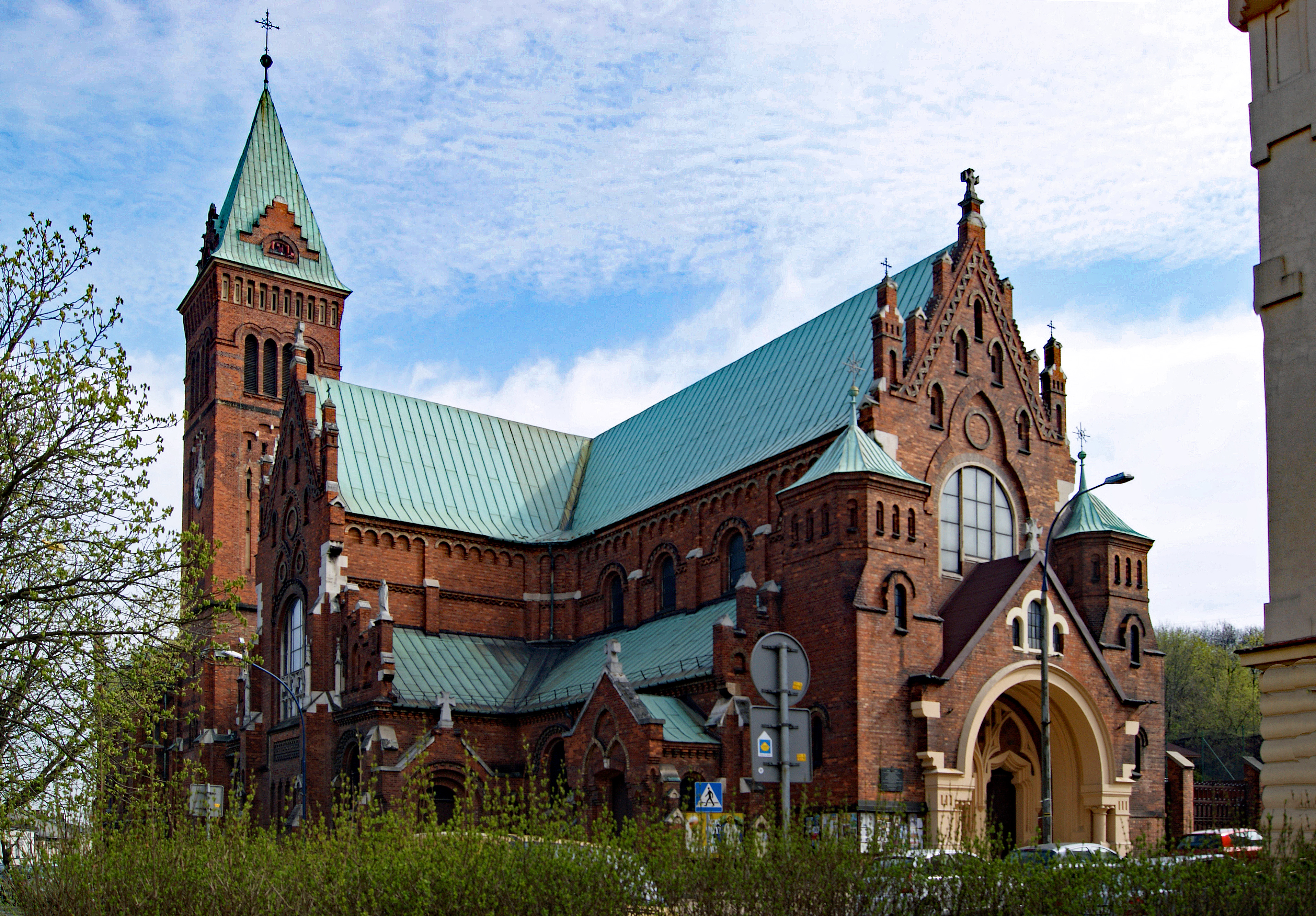
Kościół Matki Boskiej Nieustającej Pomocy (1905) Kraków ul. Zamoyskiego 56
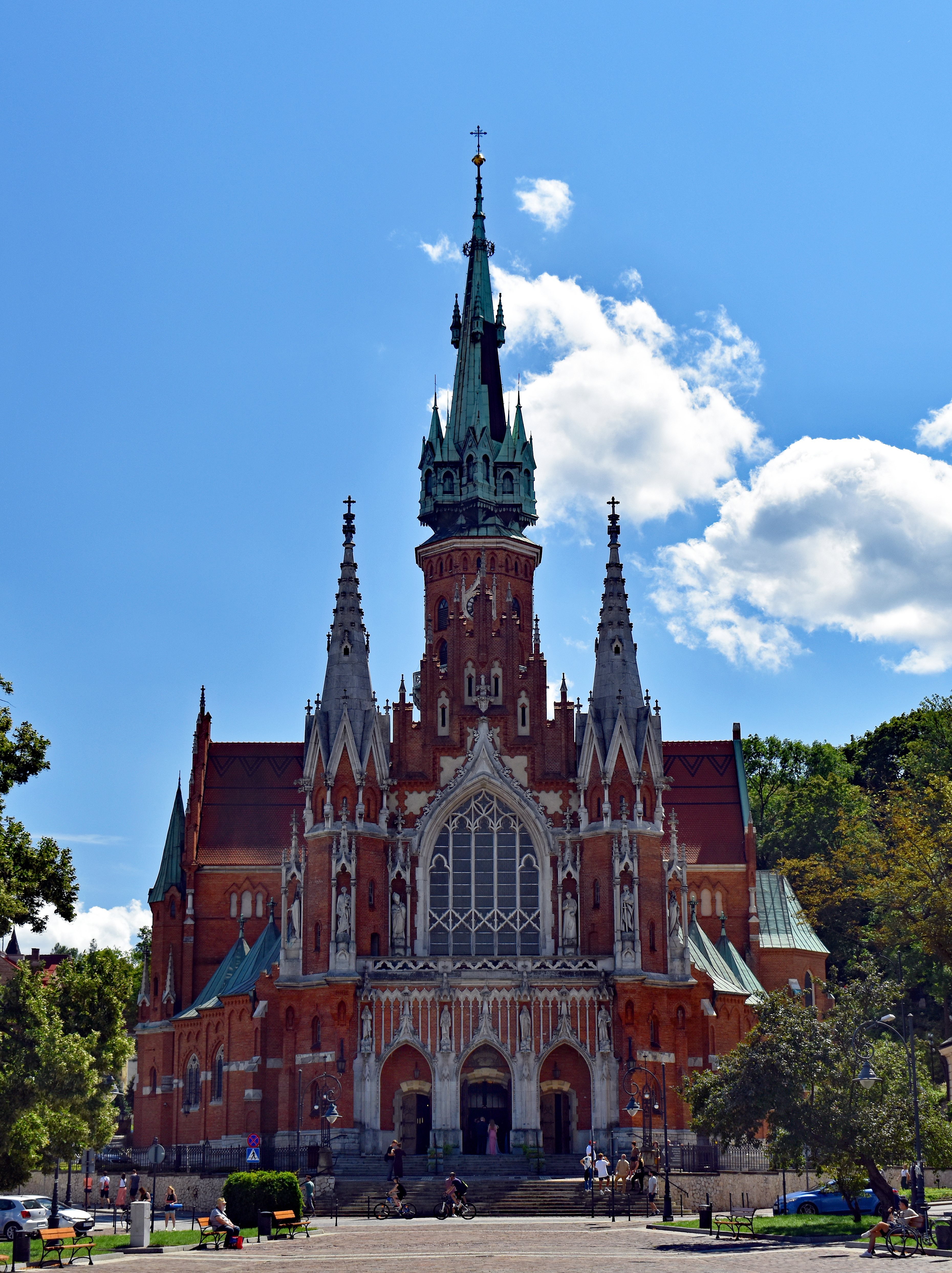
Kościół św. Józefa (1905) Kraków ul. Zamoyskiego 2
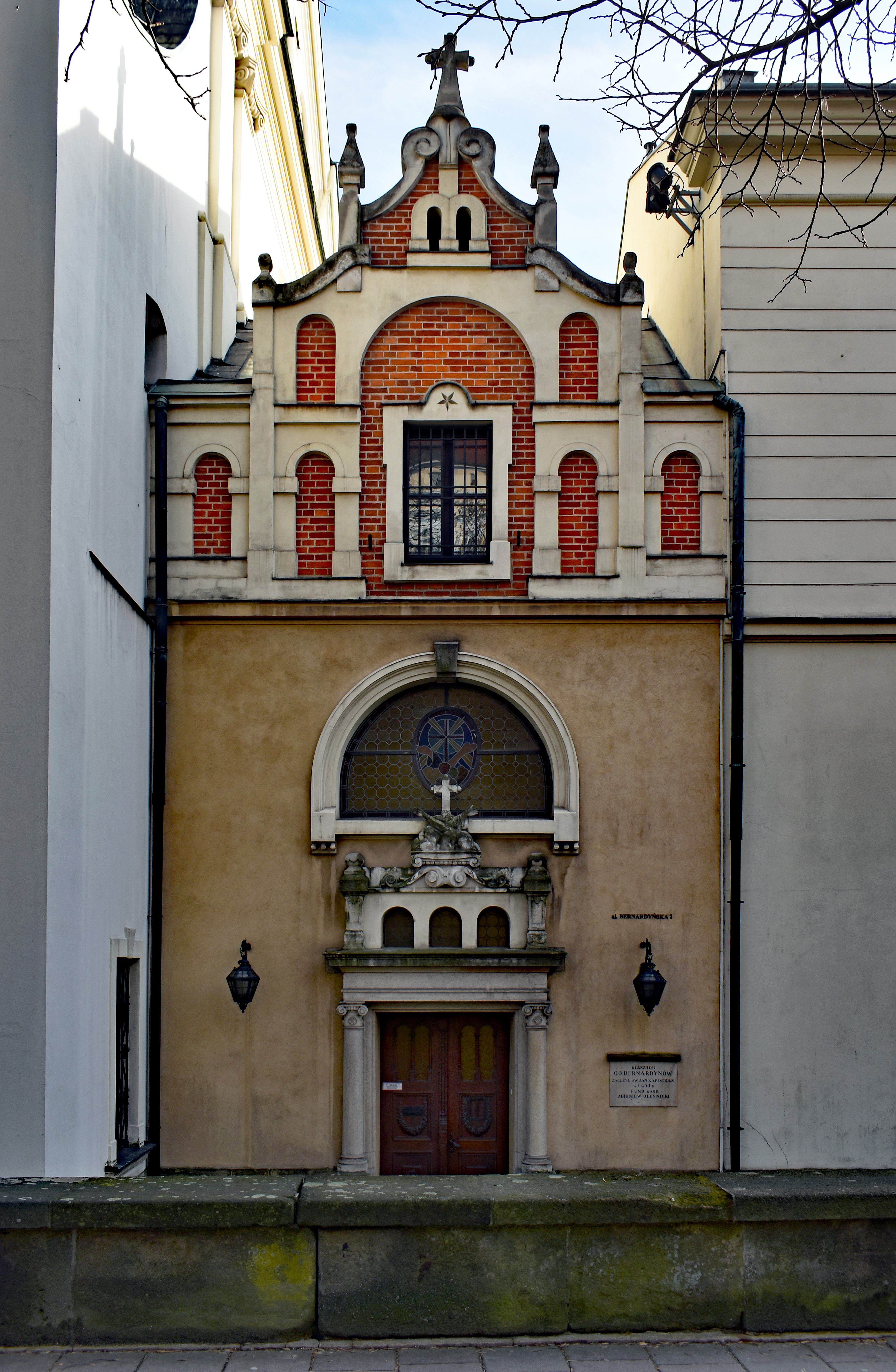
Furta klasztoru bernardynów (1907) Kraków ul. Bernardyńska 2

## Odznaczenia
- 27 listopada 1929 r. został odznaczony Krzyżem Komandorskim Orderu Odrodzenia Polski[22][23][24].

## Upamiętnienie
- Jan Sas Zubrzycki jest patronem Technikum nr 6 i Branżowej Szkoły I Stopnia nr 6 w Krośnie[6];
- Jego imię od 1991 roku nosi ulica w Krakowie w dzielnicy XI[10].